# María Esther Merino Portugal
María Esther Merino Portugal, née le 19 novembre 1972, est une femme politique espagnole membre du Parti populaire (PP).

## Biographie

### Vie privée
Elle est mariée et mère de trois enfants.

### Formation et profession
Esther Merino est diplômée en magistère par l'université de Cantabrie. Elle possède un diplôme de musique délivré par le Conservatoire supérieur de Barcelone. Elle a exercé ses fonctions au sein du ministère de l'Éducation et de la Science, au sein du département de l'Éducation du gouvernement de Cantabrie et dans des écoles et ateliers d'emploi.

### Activités politiques
Conseillère municipale de Cabezón de la Sal, Esther Merino est choisie comme déléguée municipale à l'Éducation, à la Jeunesse et aux Festivités entre 2003 et 2007. Entre 2007 et 2011, elle officie comme porte-parole adjointe du groupe populaire à la mairie. Elle remporte les élections municipales de 2011 et est investie maire de la commune. Elle est également vice-présidente du Réseau de développement rural de Cantabrie de 2011 à 2015. Elle est élue députée au Parlement de Cantabrie lors des élections régionales de mai 2011 et le reste jusqu'au terme de la législature.
Elle est investie en troisième position sur la liste sénatoriale du PP en vue des élections générales de décembre 2015 et remporte l'un des quatre mandats en jeu dans la circonscription de Cantabrie. Elle est réélue lors du scrutin législatif anticipé de juin 2016. Elle officie comme vice-porte-parole du PP à la commission des Pétitions.